# Bolton (Massachusetts)
Bolton è un comune degli Stati Uniti d'America facente parte della contea di Worcester nello stato del Massachusetts.